# Eritrichium sericeum
Eritrichium sericeum är en strävbladig växtart som först beskrevs av Johann Georg Christian Lehmann, och fick sitt nu gällande namn av A. Dc. Eritrichium sericeum ingår i släktet Eritrichium och familjen strävbladiga växter. Utöver nominatformen finns också underarten E. s. baicalense.